# 構造機能主義
構造機能主義（こうぞうきのうしゅぎ、structural-functionalism）は、学問における立場のひとつ。一般には、タルコット・パーソンズに始まるアメリカ社会学の一主潮を指す（構造-機能分析とも呼ばれる）。また、人類学ではラドクリフ＝ブラウンの理論が「構造機能主義」と目される。

## 構造機能主義の学説史的展開

### ラドクリフ=ブラウンの「構造機能主義」人類学
構造機能主義の理論的萌芽はハーバート・スペンサーの社会的進化論などにみてとることができるが、パーソンズに代表される構造機能主義社会学のベースの一つをなすのが、ラドクリフ=ブラウンの構造機能主義人類学である。
デュルケム社会学の影響を強く受けたラドクリフ=ブラウンは、それまでの人類学において奇異の目で見られていた「未開」社会の親族関係について、当該社会の制度構造との関連のなかで、いかに機能しているかという観点から合理的な説明を与えたのである。
そして、パーソンズは、一般システム理論の社会システム論への導入のなかで、このラドクリフ=ブラウンの議論をなぞり、機能主義から構造機能主義への流れを作り出すことになる（ただしラドクリフ=ブラウンは社会構造の単位を人間個人としているのに対して、パーソンズの場合は地位-役割をその単位とする）。

### 機能主義から構造機能主義社会学へ
パーソンズ登場以前の機能主義社会学のテーマは、部分と全体との機能的な連関に着目することによって、社会事象に関して帰納的な解釈や説明を与えることにあるが、これに「構造」の概念を持ち込み、「システム問題の解決」を焦点とした構造維持と構造変動という点から社会事象を演繹的に説明しようとするのが、パーソンズに始まる構造機能主義である。

## 構造機能主義社会学の特徴
構造機能主義社会学の特徴について、構造機能主義の「構造」と「機能」という言葉から説明する。
まず「構造」であるが、これは社会を構成する諸要素のうち、比較的変化しにくい部分（種々の社会関係がパターン化され統合されたもの）、と説明することができる。教科書的には、“社会の骨組み”と説明されている（文章で言うならば「文法規則」にあたる）。
これに対して「機能」とは、そうした構造が互いに他の構造に対して、また社会全体に対して果たしている貢献ないしは作用、と定義することができる。
これらから、構造機能主義社会学は、各種の構造が如何にして社会全体を維持しているのか、これを解明しようとする社会学理論であると言える。

## 批判
社会学の根本問題は「個人と社会との関係」をどう捉えるか、という問題である。構造機能主義社会学は、こうした問題に対して、個人というものが、その個人が所属する社会によって社会化される側面をとりわけ強調する社会学の流派であるといえる。
ここから、構造機能主義社会学に関しては、社会の構造と機能が主たる研究単位となり、社会の実質であるはずの個々の人間は研究対象としては後景に退いてしまっている、という批判が生まれる。例えば日本の社会学者である船津衛は、以下の様に批判している。